# Brent Wilson
Brent Matthew Wilson (ur. 20 sierpnia 1987 w Las Vegas), to były basista amerykańskiej grupy Panic! at the Disco. Jego miejsce przejął Jon Walker.